# Barbosa Ferraz (Paraná)
Barbosa Ferraz ist ein brasilianisches Munizip in der Mitte des Bundesstaats Paraná. Es hat 10.795 Einwohner (2022), die sich Barbosenser nennen. Seine Fläche beträgt 539 km². Es liegt 346 Meter über dem Meeresspiegel.

## Etymologie
Der Name wurde vermutlich zu Ehren von Major Antônio Barbosa Ferraz Junior gewählt. Er gründete das Immobilienunternehmen Companhia Agrícola Barbosa Ferraz und die Companhia Ferroviária Noroeste do Paraná, die ab Beginn des 20. Jahrhunderts für die Entwicklung des Nordens von Paraná eine ausschlaggebende Rolle spielten. Er wurde der erste Bürgermeister von Andirá.

## Geschichte

### Besiedlung
Um 1939 erwarb der Bauingenieur und erste Bürgermeister von Londrina, Joaquim Vicente de Castro, das Gemeindegebiet vom Staat Paraná. Mit der Aufteilung und dem Verkauf eines Teils der Grundstücke beauftragte er das Unternehmen Imobiliária Paraná Ltda. mit Sitz in Londrina, das von João Simões, Lino Marchetti und Camilo Simões geleitet wurde.

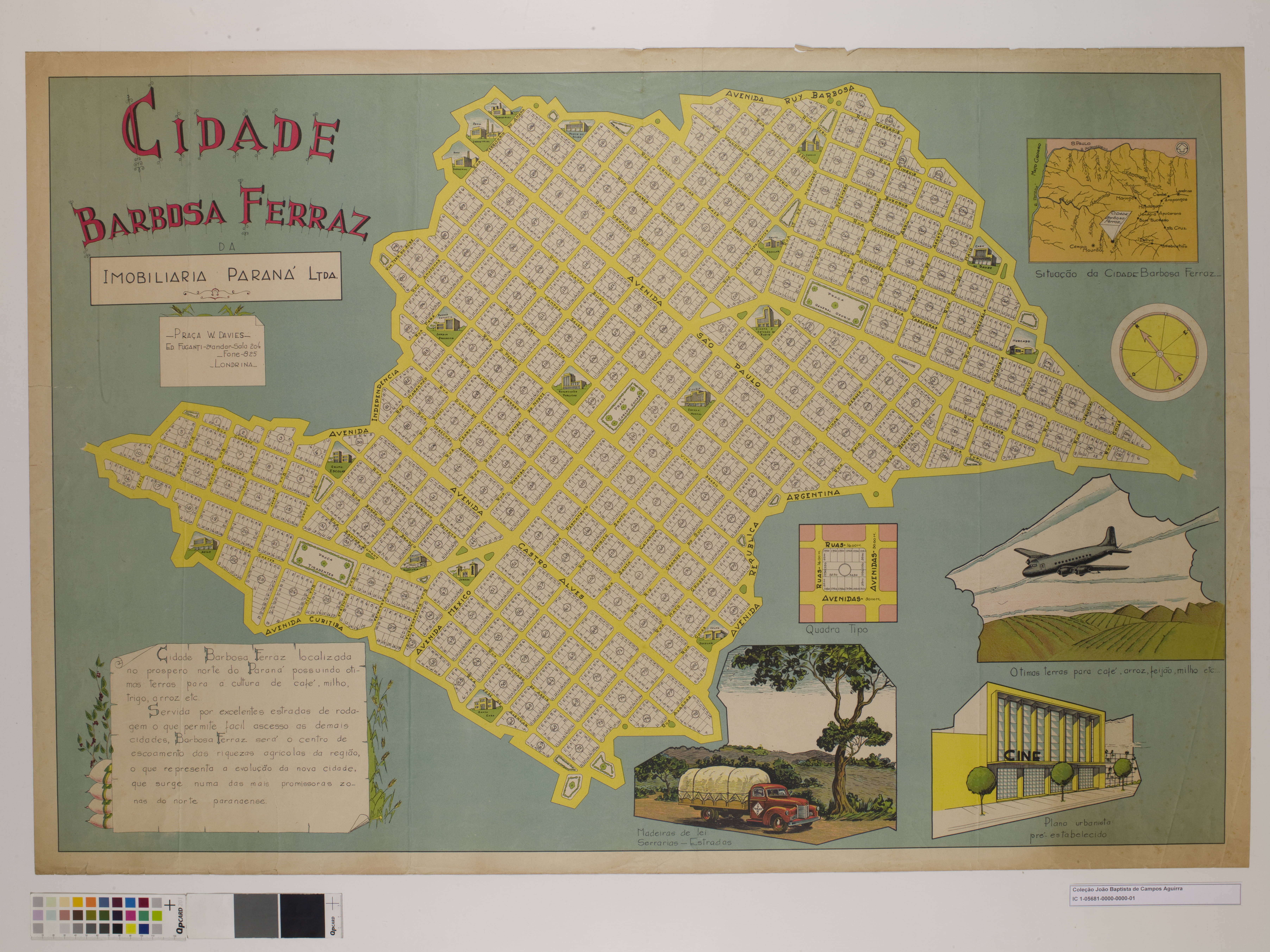
Grundriss der geplanten Stadt (um 1948), im Museu Paulista in der Sammlung João Baptista de Campos Aguirra (1871 bis 1962)

Eine Fläche von 230 Alqueires (550 ha), auf der sich die Stadt Barbosa Ferraz befindet, wurde von der Immobiliengesellschaft selbst erworben, in Parzellen aufgeteilt und ab 1948 an verschiedene Personen verkauft, von denen einige noch heute dort leben. Der Rest des Gemeindegebiets wurde in große Ländereien aufgeteilt, die glebas genannt wurden.

### Erhebung zum Munizip
Barbosa Ferraz wurde durch das Staatsgesetz Nr. 4245 vom 25. Juli 1960 aus Campo Mourão ausgegliedert und in den Rang eines Munizips erhoben. Es wurde am 15. November 1961 als Munizip installiert.

## Geografie

### Fläche und Lage
Barbosa Ferraz liegt auf dem Terceiro Planalto Paranaense (der Dritten oder Guarapuava-Hochebene von Paraná). Seine Fläche beträgt 539 km². Es liegt auf einer Höhe von 346 Metern.

### Geologie und Böden
Die Böden bestehen aus Terra Roxa, die bis zur Besiedlung mit tropischem Urwald bedeckt war.

### Vegetation
Das Biom von Barbosa Ferraz ist Mata Atlântica.

### Klima
Das Klima ist gemäßigt warm. Es werden hohe Niederschlagsmengen verzeichnet (1588 mm pro Jahr). Die Klimaklassifikation nach Köppen und Geiger lautet Cfa. Im Jahresdurchschnitt liegt die Temperatur bei 21,6 °C.

### Gewässer
Barbosa Ferraz liegt im Einzugsgebiet des Ivaí. Seine linken Nebenflüsse sind der Rio Arurão (an der Westgrenze) und der Rio Corumbataí (Ostgrenze). Dessen linker Nebenfluss Rio Formoso bildet die südliche Grenze des Munizips. Das Stadtgebiet wird vom linken Corumbataí-Nebenfluss Rio das Lontras umflossen. Der rechte  Arurão-Nebenfluss Rio do Bugre fließt mitten durch das Munizipgebiet.

### Straßen
Barbosa Ferraz ist über die PR-462 mit der BR-467 zwischen Pitanga und Campo Mourão verbunden. Über die PR-549 kommt man im Westen nach Corumbataí do Sul. Die PR-369 führt nach Norden nach Fênix.

### Nachbarmunizipien
|                                | Fênix                                       |                  |
| Peabiru                        | Kompassrose, die auf Nachbargemeinden zeigt | São João do Ivaí |
| Luiziana und Corumbataí do Sul | Iretama                                     | Godoy Moreira    |

## Stadtverwaltung
Bürgermeister: Edenilson Aparecido Miliossi, Cidadania (2021–2024)
Vizebürgermeisterin: Lucinette da Silva Sanches, PSD (2021–2024)

## Demografie

### Bevölkerungsentwicklung
| Jahr | Einwohner | Stadt | Land |
| ---- | --------- | ----- | ---- |
| 1970 | 37.455    | 16 %  | 84 % |
| 1980 | 36.156    | 30 %  | 70 % |
| 1991 | 18.389    | 59 %  | 41 % |
| 2000 | 14.110    | 69 %  | 31 % |
| 2010 | 12.656    | 76 %  | 24 % |
| 2022 | 10.795    |       |      |

Quelle: IBGE (2011) und Volkszählung 2022

### Ethnische Zusammensetzung
| Gruppe * | 1991    | 2000    | 2010    | wer sich als …                                                                   |
| --- | ------- | ------- | ------- | -------------------------------------------------------------------------------- |
| Weiße | 56,1 %  | 61,5 %  | 49,8 %  | weiß bezeichnet                                                                  |
| Schwarze | 4,7 %   | 4,3 %   | 7,8 %   | schwarz bezeichnet                                                               |
| Gelbe | 0,3 %   | 0,3 %   | 0,5 %   | von fernöstlicher Herkunft wie japanisch, chinesisch, koreanisch etc. bezeichnet |
| Braune | 38,9 %  | 33,2 %  | 41,8 %  | braun oder als Mischung aus mehreren Gruppen bezeichnet                          |
| Indigene | 0,0 %   | 0,1 %   | 0,1 %   | Ureinwohner oder Indio bezeichnet                                                |
| ohne Angabe | 0,0 %   | 0,6 %   | 0,0 %   |                                                                                  |
| Gesamt | 100,0 % | 100,0 % | 100,0 % |                                                                                  |
| *) Das IBGE verwendet für Volkszählungen ausschließlich diese fünf Gruppen. Es verzichtet bewusst auf Erläuterungen. Die Zugehörigkeit wird vom Einwohner selbst festgelegt. |         |         |         |                                                                                  |

Quelle: IBGE (Stand: 1991, 2000 und 2010)

## Sehenswürdigkeiten

### Kirchen
- Igreja Santa Rita de Cássia
- Igreja Matriz Nossa Senhora das Graças
- Igreja Presbiteriana do Brasil
- Igreja Assembleia de Deus (Cieadep)

### Öffentliche Parks
- Parque Verde Vida

### Wasserfälle
- Cachoeira do Salto
- Cachoeira São Joaquim